# Portland Trail Blazers 2018-2019
La stagione 2018-2019 dei Portland Trail Blazers è la 49ª stagione della franchigia nella NBA.

## Draft
| Giro | Scelta | Giocatore       | Ruolo | Nazionalità | Università/Squadra |
| ---- | ------ | --------------- | ----- | ----------- | ------------------ |
| 1    | 24     | Anfernee Simons | G     | Stati Uniti | IMG Academy        |
| 2    | 37     | Gary Trent      | G     | Stati Uniti | Duke Blue Devils   |

## Roster
| \| Pos. \| Num. \| Naz. \| Nome \| Altezza \| Peso \| Data nascita \| Provenienza \| \| ---- \| ---- \| ---------------------------------------------- \| --------------------- \| ------- \| ------ \| ------------ \| ------------------ \| \| A \| 8 \| Stati Uniti (bandiera) · Nigeria (bandiera) \| Aminu, Al-Farouq \| 206 cm \| 100 kg \| 21-09-1990 \| Wake Forest \| \| C \| 00 \| Turchia (bandiera) \| Kanter, Enes \| 211 cm \| 113 kg \| 20-05-1992 \| Turchia \| \| AG/C \| 33 \| Stati Uniti (bandiera) \| Collins, Zach \| 213 cm \| 104 kg \| 19-11-1997 \| Gonzaga \| \| G \| 5 \| Stati Uniti (bandiera) \| Hood, Rodney \| 203 cm \| 93 kg \| 21-09-1992 \| Duke \| \| G \| 9 \| Stati Uniti (bandiera) \| Trent, Gary \| 198 cm \| 93 kg \| 18-01-1999 \| Duke \| \| AP \| 4 \| Porto Rico (bandiera) · Stati Uniti (bandiera) \| Harkless, Maurice \| 206 cm \| 100 kg \| 11-05-1993 \| St. John's \| \| AP \| 10 \| Stati Uniti (bandiera) \| Layman, Jake \| 206 cm \| 95 kg \| 24-07-1994 \| Maryland \| \| C \| 11 \| Stati Uniti (bandiera) \| Leonard, Meyers \| 216 cm \| 116 kg \| 27-02-1992 \| Illinois \| \| P \| 0 \| Stati Uniti (bandiera) \| Lillard, Damian (C) \| 191 cm \| 88 kg \| 15-07-1990 \| Weber State \| \| G \| 3 \| Stati Uniti (bandiera) \| McCollum, C. J. (C) \| 191 cm \| 86 kg \| 19-09-1991 \| Lehigh \| \| A/C \| 17 \| Haiti (bandiera) \| Labissière, Skal \| 211 cm \| 102 kg \| 18-03-1996 \| Kentucky \| \| C \| 27 \| Bosnia ed Erzegovina (bandiera) \| Nurkić, Jusuf \| 213 cm \| 127 kg \| 23-08-1994 \| Bosnia Herzegovina \| \| G \| 24 \| Stati Uniti (bandiera) \| Simons, Anfernee (GL) \| 193 cm \| 84 kg \| 08-06-1999 \| IMG Academy \| \| G \| 31 \| Stati Uniti (bandiera) \| Curry, Seth \| 188 cm \| 84 kg \| 23-08-1990 \| Duke \| \| G/AP \| 1 \| Stati Uniti (bandiera) \| Turner, Evan \| 201 cm \| 100 kg \| 27-10-1988 \| Ohio State \| | Allenatore - Terry Stotts Assistente/i - John McCullough - Jim Moran - Dale Osbourne - Nate Tibbetts - David Vanterpool Legenda - (C) Capitano - (FA) Free agent - (S) Sospeso - (TW) Contratto Two-way - (GL) Assegnato a squadra G League affiliata - Infortunato Roster • Transazioni · Ultima transazione: 7 marzo 2019 |                                                |                       |         |        |              |                    |
| Pos. | Num. | Naz.                                           | Nome                  | Altezza | Peso   | Data nascita | Provenienza        |
| A | 8 | Stati Uniti (bandiera) · Nigeria (bandiera)    | Aminu, Al-Farouq      | 206 cm  | 100 kg | 21-09-1990   | Wake Forest        |
| C | 00 | Turchia (bandiera)                             | Kanter, Enes          | 211 cm  | 113 kg | 20-05-1992   | Turchia            |
| AG/C | 33 | Stati Uniti (bandiera)                         | Collins, Zach         | 213 cm  | 104 kg | 19-11-1997   | Gonzaga            |
| G | 5 | Stati Uniti (bandiera)                         | Hood, Rodney          | 203 cm  | 93 kg  | 21-09-1992   | Duke               |
| G | 9 | Stati Uniti (bandiera)                         | Trent, Gary           | 198 cm  | 93 kg  | 18-01-1999   | Duke               |
| AP | 4 | Porto Rico (bandiera) · Stati Uniti (bandiera) | Harkless, Maurice     | 206 cm  | 100 kg | 11-05-1993   | St. John's         |
| AP | 10 | Stati Uniti (bandiera)                         | Layman, Jake          | 206 cm  | 95 kg  | 24-07-1994   | Maryland           |
| C | 11 | Stati Uniti (bandiera)                         | Leonard, Meyers       | 216 cm  | 116 kg | 27-02-1992   | Illinois           |
| P | 0 | Stati Uniti (bandiera)                         | Lillard, Damian (C)   | 191 cm  | 88 kg  | 15-07-1990   | Weber State        |
| G | 3 | Stati Uniti (bandiera)                         | McCollum, C. J. (C)   | 191 cm  | 86 kg  | 19-09-1991   | Lehigh             |
| A/C | 17 | Haiti (bandiera)                               | Labissière, Skal      | 211 cm  | 102 kg | 18-03-1996   | Kentucky           |
| C | 27 | Bosnia ed Erzegovina (bandiera)                | Nurkić, Jusuf         | 213 cm  | 127 kg | 23-08-1994   | Bosnia Herzegovina |
| G | 24 | Stati Uniti (bandiera)                         | Simons, Anfernee (GL) | 193 cm  | 84 kg  | 08-06-1999   | IMG Academy        |
| G | 31 | Stati Uniti (bandiera)                         | Curry, Seth           | 188 cm  | 84 kg  | 23-08-1990   | Duke               |
| G/AP | 1 | Stati Uniti (bandiera)                         | Turner, Evan          | 201 cm  | 100 kg | 27-10-1988   | Ohio State         |

## Classifiche

### Northwest Division
| Northwest Division      | Northwest Division | Northwest Division | Northwest Division | Northwest Division | Northwest Division | Northwest Division | Northwest Division | Northwest Division |
| Squadra                 | V                  | S                  | V%                 | PR                 | Casa               | Trasf              | Div                | PG                 |
| ----------------------- | ------------------ | ------------------ | ------------------ | ------------------ | ------------------ | ------------------ | ------------------ | ------------------ |
| y – Denver Nuggets      | 54                 | 28                 | .659               | 3,0                | 34–7               | 20–21              | 11–4               | 82                 |
| x – Portland T. Blazers | 53                 | 29                 | .646               | 4,0                | 32–9               | 21–20              | 6–10               | 82                 |
| x – Utah Jazz           | 50                 | 32                 | .610               | 7,0                | 29–12              | 21–20              | 8–8                | 82                 |
| x – Oklahoma Thunder    | 49                 | 33                 | .598               | 8,0                | 27–14              | 22–19              | 9–7                | 82                 |
| Minnesota T'wolves      | 36                 | 46                 | .439               | 21,0               | 25–16              | 11–30              | 5–10               | 82                 |

### Western Conference
| Western Conference | Western Conference      | Western Conference | Western Conference | Western Conference | Western Conference | Western Conference |
| #                  | Squadra                 | V                  | S                  | V%                 | PR                 | PG                 |
| ------------------ | ----------------------- | ------------------ | ------------------ | ------------------ | ------------------ | ------------------ |
| 1                  | c – G.S. Warriors       | 57                 | 25                 | .695               | –                  | 82                 |
| 2                  | y – Denver Nuggets      | 54                 | 28                 | .659               | 3,0                | 82                 |
| 3                  | x – Portland T. Blazers | 53                 | 29                 | .646               | 4,0                | 82                 |
| 4                  | y – Houston Rockets     | 53                 | 29                 | .646               | 4,0                | 82                 |
| 5                  | x – Utah Jazz           | 50                 | 32                 | .610               | 7,0                | 82                 |
| 6                  | x – Oklahoma Thunder    | 49                 | 33                 | .598               | 8,0                | 82                 |
| 7                  | x – San Antonio Spurs   | 48                 | 34                 | .585               | 9,0                | 82                 |
| 8                  | x – L.A. Clippers       | 48                 | 34                 | .585               | 9,0                | 82                 |
|                    |                         |                    |                    |                    |                    |                    |
| 9                  | Sacramento Kings        | 39                 | 43                 | .476               | 18,0               | 82                 |
| 10                 | L.A. Lakers             | 37                 | 45                 | .451               | 20,0               | 82                 |
| 11                 | Minnesota T'wolves      | 36                 | 46                 | .439               | 21,0               | 82                 |
| 12                 | Memphis Grizzlies       | 33                 | 49                 | .402               | 24,0               | 82                 |
| 13                 | N.O. Pelicans           | 33                 | 49                 | .402               | 24,0               | 82                 |
| 14                 | Dallas Mavericks        | 33                 | 49                 | .402               | 24,0               | 82                 |
| 15                 | Phoenix Suns            | 19                 | 63                 | .232               | 38,0               | 82                 |

## Mercato

### Free Agency

#### Prolungamenti contrattuali
| Giocatore    | Contratto          |
| ------------ | ------------------ |
| Jusuf Nurkić | 4 anni/$48 milioni |

#### Acquisti
| Giocatore      | Contratto               | Provenienza      |
| -------------- | ----------------------- | ---------------- |
| Nik Stauskas   | 1 anno/minimo salariale | Brooklyn Nets    |
| Seth Curry     | 1+1 anno/$2,75 milioni  | Dallas Mavericks |
| Chinanu Onuaku | Contratto two-way       | Dallas Mavericks |
| Gary Payton II | Contratto two-way       | L.A. Lakers      |
| Cameron Oliver | Contratto two-way       | Delaware 87ers   |

#### Cessioni
| Giocatore           | Motivo     | Nuova squadra   |
| ------------------- | ---------- | --------------- |
| Shabazz Napier      | Rilasciato | Brooklyn Nets   |
| Giōrgos Papagiannīs | Tagliato   | Panathīnaïkos   |
| Ed Davis            | Rilasciato | Brooklyn Nets   |
| Pat Connaughton     | Rilasciato | Milwaukee Bucks |
| C.J. Wilcox         | Rilasciato | Indiana Pacers  |

### Scambi
| 21 giugno 2018  | Portland T. BlazersDraft right per Gary Trent | Sacramento KingsScelta 2º giro Draft 2019 Cash considerations                                    |
| 3 febbraio 2019 | Portland T. BlazersRodney Hood                | Cleveland CavaliersWade Baldwin Nik Stauskas Scelta 2º giro Draft 2021 Scelta 2º giro Draft 2023 |

## Calendario e risultati

### Preseason
| Preseason 2018                                    | Preseason 2018                                    | Preseason 2018                                    | Preseason 2018                                    | Preseason 2018                                    | Preseason 2018                                    | Preseason 2018                                    | Preseason 2018                                    | Preseason 2018                                    |
| Record preseason: 3-2 (Casa: 2-1; Trasferta: 1-1) | Record preseason: 3-2 (Casa: 2-1; Trasferta: 1-1) | Record preseason: 3-2 (Casa: 2-1; Trasferta: 1-1) | Record preseason: 3-2 (Casa: 2-1; Trasferta: 1-1) | Record preseason: 3-2 (Casa: 2-1; Trasferta: 1-1) | Record preseason: 3-2 (Casa: 2-1; Trasferta: 1-1) | Record preseason: 3-2 (Casa: 2-1; Trasferta: 1-1) | Record preseason: 3-2 (Casa: 2-1; Trasferta: 1-1) | Record preseason: 3-2 (Casa: 2-1; Trasferta: 1-1) |
| Partita                                           | Data                                              | Avversario                                        | Punteggio                                         | Più punti                                         | Più rimbalzi                                      | Più assist                                        | Stadio e spettatori                               | Record                                            |
| ------------------------------------------------- | ------------------------------------------------- | ------------------------------------------------- | ------------------------------------------------- | ------------------------------------------------- | ------------------------------------------------- | ------------------------------------------------- | ------------------------------------------------- | ------------------------------------------------- |
| 1                                                 | 29.09.2018                                        | @ Toronto Raptors                                 | P 104-122                                         | Leonard (14)                                      | Swanigan (8)                                      | Baldwin, Turner (3)                               | Rogers Arena (18,654)                             | 0-1                                               |
| 2                                                 | 5.10.2018                                         | @ Phoenix Suns                                    | V 115-93                                          | Nurkić (16)                                       | Nurkić (9)                                        | Lillard, McCollum (5)                             | Talking Stick Resort Arena (11,811)               | 1-1                                               |
| 3                                                 | 7.10.2018                                         | Utah Jazz                                         | P 112-123                                         | Lillard (23)                                      | Nurkić (11)                                       | Lillard (7)                                       | Moda Center (19,441)                              | 1-2                                               |
| 4                                                 | 10.10.2018                                        | Phoenix Suns                                      | V 116-83                                          | Layman (28)                                       | Nurkić (8)                                        | Stauskas (5)                                      | Moda Center (15,051)                              | 2-2                                               |
| 5                                                 | 12.10.2018                                        | Sacramento Kings                                  | V 118-115                                         | McCollum (21)                                     | Collins (10)                                      | McCollum (6)                                      | Moda Center (16,521)                              | 3-2                                               |

### Regular season

#### Ottobre
| Ottobre 2018                                    | Ottobre 2018                                    | Ottobre 2018                                    | Ottobre 2018                                    | Ottobre 2018                                    | Ottobre 2018                                    | Ottobre 2018                                    | Ottobre 2018                                    | Ottobre 2018                                    |
| Record ottobre: 5-2 (Casa: 2-1; Trasferta: 3-1) | Record ottobre: 5-2 (Casa: 2-1; Trasferta: 3-1) | Record ottobre: 5-2 (Casa: 2-1; Trasferta: 3-1) | Record ottobre: 5-2 (Casa: 2-1; Trasferta: 3-1) | Record ottobre: 5-2 (Casa: 2-1; Trasferta: 3-1) | Record ottobre: 5-2 (Casa: 2-1; Trasferta: 3-1) | Record ottobre: 5-2 (Casa: 2-1; Trasferta: 3-1) | Record ottobre: 5-2 (Casa: 2-1; Trasferta: 3-1) | Record ottobre: 5-2 (Casa: 2-1; Trasferta: 3-1) |
| Partita                                         | Data                                            | Avversario                                      | Punteggio                                       | Più punti                                       | Più rimbalzi                                    | Più assist                                      | Spettatori                                      | Record                                          |
| ----------------------------------------------- | ----------------------------------------------- | ----------------------------------------------- | ----------------------------------------------- | ----------------------------------------------- | ----------------------------------------------- | ----------------------------------------------- | ----------------------------------------------- | ----------------------------------------------- |
| 1                                               | 18.10.2018                                      | L.A. Lakers                                     | V 128-119                                       | Lilliard (28)                                   | Nurkić (9)                                      | Turner (6)                                      | Moda Center (19,996)                            | 1–0                                             |
| 2                                               | 20.10.2018                                      | San Antonio Spurs                               | V 121-108                                       | Lilliard (29)                                   | Nurkić, Harkless (8)                            | Lilliard (9)                                    | Moda Center (18,354)                            | 2–0                                             |
| 3                                               | 22.10.2018                                      | Wash. Wizards                                   | P 124-125 OT                                    | Lilliard (29)                                   | Nurkić (18)                                     | Lilliard (8)                                    | Moda Center (19,187)                            | 2–1                                             |
| 4                                               | 25.10.2018                                      | @ Orlando Magic                                 | V 128-114                                       | Lilliard (41)                                   | Aminu (15)                                      | Lilliard, Turner (6)                            | Amway Center (15,114)                           | 3–1                                             |
| 5                                               | 27.10.2018                                      | @ Miami Heat                                    | P 111-120                                       | Lilliard (42)                                   | Lillard, Nurkić, McCollum (7)                   | Lilliard (6)                                    | American Airlines Arena (19,600)                | 3–2                                             |
| 6                                               | 29.10.2018                                      | @ Indiana Pacers                                | V 103-93                                        | Collins, McCollum (17)                          | Aminu (10)                                      | Stauskas (5)                                    | Bankers Life Fieldhouse (15,788)                | 4–2                                             |
| 7                                               | 30.10.2018                                      | @ Houston Rockets                               | V 104-85                                        | Lillard, Nurkić (22)                            | Nurkić (10)                                     | Lillard (7)                                     | Toyota Center (18,055)                          | 5–2                                             |

#### Novembre
| Novembre 2018                                    | Novembre 2018                                    | Novembre 2018                                    | Novembre 2018                                    | Novembre 2018                                    | Novembre 2018                                    | Novembre 2018                                    | Novembre 2018                                    | Novembre 2018                                    |
| Record Novembre: 8-7 (Casa: 6-3; Trasferta: 2-4) | Record Novembre: 8-7 (Casa: 6-3; Trasferta: 2-4) | Record Novembre: 8-7 (Casa: 6-3; Trasferta: 2-4) | Record Novembre: 8-7 (Casa: 6-3; Trasferta: 2-4) | Record Novembre: 8-7 (Casa: 6-3; Trasferta: 2-4) | Record Novembre: 8-7 (Casa: 6-3; Trasferta: 2-4) | Record Novembre: 8-7 (Casa: 6-3; Trasferta: 2-4) | Record Novembre: 8-7 (Casa: 6-3; Trasferta: 2-4) | Record Novembre: 8-7 (Casa: 6-3; Trasferta: 2-4) |
| Partita                                          | Data                                             | Avversario                                       | Punteggio                                        | Più punti                                        | Più rimbalzi                                     | Più assist                                       | Spettatori                                       | Record                                           |
| ------------------------------------------------ | ------------------------------------------------ | ------------------------------------------------ | ------------------------------------------------ | ------------------------------------------------ | ------------------------------------------------ | ------------------------------------------------ | ------------------------------------------------ | ------------------------------------------------ |
| 8                                                | 1.11.2018                                        | N.O. Pelicans                                    | V 132-119                                        | Lilliard (33)                                    | Aminu (10)                                       | Turner (7)                                       | Moda Center (18,921)                             | 6–2                                              |
| 9                                                | 3.11.2018                                        | L.A. Lakers                                      | P 110-114                                        | Lillard, McCollum (30)                           | Aminu, Nurkić (13)                               | Lillard, McCollum, Stauskas (4)                  | Moda Center (19,848)                             | 6–3                                              |
| 10                                               | 4.11.2018                                        | Minnesota T'wolves                               | V 111-81                                         | Nurkić (19)                                      | Nurkić (12)                                      | Lillard (5)                                      | Moda Center (19,522)                             | 7–3                                              |
| 11                                               | 6.11.2018                                        | Milwaukee Bucks                                  | V 118-103                                        | McCollum (40)                                    | Turner (11)                                      | McCollum, Nurkić (6)                             | Moda Center (19,512)                             | 8–3                                              |
| 12                                               | 8.11.2018                                        | L.A. Clippers                                    | V 116-105                                        | Lillard (25)                                     | Nurkić (9)                                       | Turner (7)                                       | Moda Center (19,170)                             | 9–3                                              |
| 13                                               | 11.11.2018                                       | Boston Celtics                                   | V 100-94                                         | Lillard (19)                                     | Nurkić (17)                                      | Lillard (12)                                     | Moda Center (19,712)                             | 10–3                                             |
| 14                                               | 14.11.2018                                       | @ L.A. Lakers                                    | P 117-126                                        | Lillard (31)                                     | Nurkić (14)                                      | Lillard (11)                                     | Staples Center (18,997)                          | 10–4                                             |
| 15                                               | 16.11.2018                                       | @ Minnesota T'wolves                             | P 96-112                                         | McCollum (18)                                    | Nurkić (11)                                      | Lillard (5)                                      | Target Center (18,978)                           | 10–5                                             |
| 16                                               | 18.11.2018                                       | @ Wash. Wizards                                  | V 119-109                                        | Lillard (40)                                     | Nurkić (14)                                      | Nurkić (8)                                       | Capital One Arena (16,647)                       | 11–5                                             |
| 17                                               | 20.11.2018                                       | @ N.Y. Knicks                                    | V 118-114                                        | McCollum (31))                                   | Nurkić (11)                                      | Lillard (8)                                      | Madison Square Garden (19,812)                   | 12–5                                             |
| 18                                               | 21.11.2018                                       | @ Milwaukee Bucks                                | P 100-143                                        | McCollum, Lillard (22)                           | Aminu (9)                                        | Lillard (5)                                      | Fiserv Forum (17,591)                            | 12–6                                             |
| 19                                               | 23.11.2018                                       | @ G.S. Warriors                                  | P 97-125                                         | Lillard (23)                                     | Nurkić (8)                                       | Lillard (8)                                      | Oracle Arena (19,596)                            | 12–7                                             |
| 20                                               | 25.11.2018                                       | L.A. Clippers                                    | P 100-104                                        | Lillard (30)                                     | Leonard (16)                                     | Lillard (4)                                      | Moda Center (19,138)                             | 12–8                                             |
| 21                                               | 28.11.2018                                       | Orlando Magic                                    | V 115-112                                        | Lillard (41)                                     | Nurkić (13)                                      | Turner (7)                                       | Moda Center (18,865)                             | 13–8                                             |
| 22                                               | 30.11.2018                                       | Denver Nuggets                                   | P 112-113                                        | McCollum (33)                                    | Nurkić (11)                                      | Lillard (8)                                      | Moda Center (19,459)                             | 13–9                                             |

#### Dicembre
| Dicembre 2018                                    | Dicembre 2018                                    | Dicembre 2018                                    | Dicembre 2018                                    | Dicembre 2018                                    | Dicembre 2018                                    | Dicembre 2018                                    | Dicembre 2018                                    | Dicembre 2018                                    |
| Record Dicembre: 8-7 (Casa: 6-2; Trasferta: 2-5) | Record Dicembre: 8-7 (Casa: 6-2; Trasferta: 2-5) | Record Dicembre: 8-7 (Casa: 6-2; Trasferta: 2-5) | Record Dicembre: 8-7 (Casa: 6-2; Trasferta: 2-5) | Record Dicembre: 8-7 (Casa: 6-2; Trasferta: 2-5) | Record Dicembre: 8-7 (Casa: 6-2; Trasferta: 2-5) | Record Dicembre: 8-7 (Casa: 6-2; Trasferta: 2-5) | Record Dicembre: 8-7 (Casa: 6-2; Trasferta: 2-5) | Record Dicembre: 8-7 (Casa: 6-2; Trasferta: 2-5) |
| Partita                                          | Data                                             | Avversario                                       | Punteggio                                        | Più punti                                        | Più rimbalzi                                     | Più assist                                       | Spettatori                                       | Record                                           |
| ------------------------------------------------ | ------------------------------------------------ | ------------------------------------------------ | ------------------------------------------------ | ------------------------------------------------ | ------------------------------------------------ | ------------------------------------------------ | ------------------------------------------------ | ------------------------------------------------ |
| 23                                               | 2.12.2018                                        | @ San Antonio Spurs                              | P 118-131                                        | Lilliard (37)                                    | Aminu (9)                                        | Lilliard (10)                                    | AT&T Center (18,354)                             | 13–10                                            |
| 24                                               | 4.12.2018                                        | @ Dallas Mavericks                               | P 102-111                                        | Lilliard (33)                                    | Aminu (13)                                       | Lilliard (8)                                     | American Airlines Center (19,431)                | 13–11                                            |
| 25                                               | 6.12.2018                                        | Phoenix Suns                                     | V 108-86                                         | Lilliard (25)                                    | Nurkić (14)                                      | Lilliard (8)                                     | Moda Center (19,001)                             | 14–11                                            |
| 26                                               | 8.12.2018                                        | Minnesota T'wolves                               | V 113-105                                        | Lilliard (28)                                    | Nurkić (11)                                      | Lilliard (6)                                     | Moda Center (19,359)                             | 15–11                                            |
| 27                                               | 11.12.2018                                       | @ Houston Rockets                                | P 104-111                                        | Lilliard (34)                                    | Aminu (15)                                       | Turner (6)                                       | Toyota Center (18,055)                           | 15–12                                            |
| 28                                               | 12.12.2018                                       | @ Memphis Grizzlies                              | P 83-92                                          | McCollum (40)                                    | Nurkić (10)                                      | Lillard, Turner, Leonard (3)                     | FedExForum (16,282)                              | 15–13                                            |
| 29                                               | 14.12.2018                                       | Toronto Raptors                                  | V 128-122                                        | Lillard (24)                                     | Nurkić (9)                                       | Nurkić (7)                                       | Moda Center (19,596)                             | 16–13                                            |
| 30                                               | 17.12.2018                                       | @ L.A. Clippers                                  | V 131-127                                        | Lillard (39)                                     | Aminu (10)                                       | Nurkić (7)                                       | Staples Center (16,030)                          | 17–13                                            |
| 31                                               | 19.12.2018                                       | Memphis Grizzlies                                | V 99-92                                          | Lillard (24)                                     | Leonard (8)                                      | Lillard, Turner (4)                              | Moda Center (19,412)                             | 18–13                                            |
| 32                                               | 21.12.2018                                       | Utah Jazz                                        | P 90-120                                         | Lillard (19)                                     | Nurkić (10)                                      | Nurkić (4)                                       | Moda Center (19,127)                             | 18–14                                            |
| 33                                               | 23.12.2018                                       | Dallas Mavericks                                 | V 121-118 OT                                     | Lillard (33)                                     | Nurkić (12)                                      | Lillard (7)                                      | Moda Center (19,707)                             | 19–14                                            |
| 34                                               | 25.12.2018                                       | @ Utah Jazz                                      | P 96-117                                         | Lillard (20)                                     | Nurkić (10)                                      | Lillard (4)                                      | Vivint Smart Home Arena (18,306)                 | 19–15                                            |
| 35                                               | 27.12.2018                                       | @ G.S. Warriors                                  | V 110-109                                        | Nurkić (27)                                      | Aminu, Nurkić (12)                               | Lillard (5)                                      | Oracle Arena (19,596)                            | 20–15                                            |
| 36                                               | 29.12.2018                                       | G.S. Warriors                                    | P 105-115                                        | Lillard (40)                                     | Nurkić (10)                                      | Nurkić (7)                                       | Moda Center (19,797)                             | 20–16                                            |
| 37                                               | 30.12.2018                                       | Philadelphia 76ers                               | V 129-95                                         | McCollum (35)                                    | Aminu, Leonard (8)                               | Lillard (5)                                      | Moda Center (19,393)                             | 21–16                                            |

#### Gennaio
| Gennaio 2019                                     | Gennaio 2019                                     | Gennaio 2019                                     | Gennaio 2019                                     | Gennaio 2019                                     | Gennaio 2019                                     | Gennaio 2019                                     | Gennaio 2019                                     | Gennaio 2019                                     |
| Record Gennaio: 11-4 (Casa: 8-1; Trasferta: 3-3) | Record Gennaio: 11-4 (Casa: 8-1; Trasferta: 3-3) | Record Gennaio: 11-4 (Casa: 8-1; Trasferta: 3-3) | Record Gennaio: 11-4 (Casa: 8-1; Trasferta: 3-3) | Record Gennaio: 11-4 (Casa: 8-1; Trasferta: 3-3) | Record Gennaio: 11-4 (Casa: 8-1; Trasferta: 3-3) | Record Gennaio: 11-4 (Casa: 8-1; Trasferta: 3-3) | Record Gennaio: 11-4 (Casa: 8-1; Trasferta: 3-3) | Record Gennaio: 11-4 (Casa: 8-1; Trasferta: 3-3) |
| Partita                                          | Data                                             | Avversario                                       | Punteggio                                        | Più punti                                        | Più rimbalzi                                     | Più assist                                       | Spettatori                                       | Record                                           |
| ------------------------------------------------ | ------------------------------------------------ | ------------------------------------------------ | ------------------------------------------------ | ------------------------------------------------ | ------------------------------------------------ | ------------------------------------------------ | ------------------------------------------------ | ------------------------------------------------ |
| 38                                               | 1.01.2019                                        | @ Sacramento Kings                               | V 113-108 OT                                     | Lilliard (25)                                    | Nurkić (23)                                      | Nurkić (7)                                       | Golden 1 Center (17,583)                         | 22–16                                            |
| 39                                               | 4.01.2019                                        | Oklahoma Thunder                                 | P 109-111                                        | Lilliard (23)                                    | Aminu (15)                                       | Lilliard (8)                                     | Moda Center (19,393)                             | 22–17                                            |
| 40                                               | 5.01.2019                                        | Houston Rockets                                  | V 110-101                                        | Nurkić (25)                                      | Nurkić (15)                                      | Lilliard (12)                                    | Moda Center (19,577)                             | 23–17                                            |
| 41                                               | 7.01.2019                                        | N.Y. Knicks                                      | V 111-101                                        | Nurkić (20)                                      | Layman (10)                                      | Lilliard (9)                                     | Moda Center (19,026)                             | 24–17                                            |
| 42                                               | 9.01.2019                                        | Chicago Bulls                                    | V 124-112                                        | McCollum (24)                                    | Collins (9)                                      | Lilliard (10)                                    | Moda Center (19,393)                             | 25–17                                            |
| 43                                               | 11.01.2019                                       | Charlotte Hornets                                | V 127-96                                         | McCollum (30)                                    | Nurkić (11)                                      | Nurkić (8)                                       | Moda Center (19,393)                             | 26–17                                            |
| 44                                               | 13.01.2019                                       | @ Denver Nuggets                                 | P 116-119                                        | Lillard (26)                                     | Aminu (12)                                       | Lillard (7)                                      | Pepsi Center (19,520)                            | 26–18                                            |
| 45                                               | 14.01.2019                                       | @ Sacramento Kings                               | P 107-115                                        | Lillard (35)                                     | Aminu, Nurkić (11)                               | Lillard, Nurkić (5)                              | Golden 1 Center (17.583)                         | 26–19                                            |
| 46                                               | 16.01.2019                                       | Cleveland Cavaliers                              | V 129-112                                        | Lillard (33)                                     | Nurkić (10)                                      | Nurkić (10)                                      | Moda Center (19.089)                             | 27–19                                            |
| 47                                               | 18.01.2019                                       | N.O. Pelicans                                    | V 128-112                                        | Lillard (24)                                     | Nurkić (12)                                      | Lillard (8)                                      | Moda Center (19.598)                             | 28–19                                            |
| 48                                               | 21.01.2019                                       | @ Utah Jazz                                      | V 109-104                                        | Lillard (26)                                     | Lillard, Nurkić, Turner (8)                      | Lillard (8)                                      | Vivint Smart Home Arena (18.306)                 | 29–19                                            |
| 49                                               | 22.01.2019                                       | @ Oklahoma Thunder                               | P 114-123                                        | Lillard (34)                                     | Nurkić (15)                                      | Lillard (8)                                      | Chesapeake Energy Arena (18.203)                 | 29–20                                            |
| 50                                               | 24.01.2019                                       | @ Phoenix Suns                                   | V 120-106                                        | Lillard (24)                                     | Nurkić (9)                                       | Turner (7)                                       | Talking Stick Resort Arena (15.441)              | 30–20                                            |
| 51                                               | 26.01.2019                                       | Atlanta Hawks                                    | V 120-111                                        | McCollum (28)                                    | McCollum (10)                                    | McCollum (10)                                    | Moda Center (19,629)                             | 31–20                                            |
| 52                                               | 30.01.2019                                       | Utah Jazz                                        | V 132-103                                        | Lillard (36)                                     | Collins, Lillard (8)                             | Lillard (11)                                     | Moda Center (19,393)                             | 32–20                                            |

#### Febbraio
| Febbraio 2019                                    | Febbraio 2019                                    | Febbraio 2019                                    | Febbraio 2019                                    | Febbraio 2019                                    | Febbraio 2019                                    | Febbraio 2019                                    | Febbraio 2019                                    | Febbraio 2019                                    |
| Record Febbraio: 6-3 (Casa: 2-1; Trasferta: 4-2) | Record Febbraio: 6-3 (Casa: 2-1; Trasferta: 4-2) | Record Febbraio: 6-3 (Casa: 2-1; Trasferta: 4-2) | Record Febbraio: 6-3 (Casa: 2-1; Trasferta: 4-2) | Record Febbraio: 6-3 (Casa: 2-1; Trasferta: 4-2) | Record Febbraio: 6-3 (Casa: 2-1; Trasferta: 4-2) | Record Febbraio: 6-3 (Casa: 2-1; Trasferta: 4-2) | Record Febbraio: 6-3 (Casa: 2-1; Trasferta: 4-2) | Record Febbraio: 6-3 (Casa: 2-1; Trasferta: 4-2) |
| Partita                                          | Data                                             | Avversario                                       | Punteggio                                        | Più punti                                        | Più rimbalzi                                     | Più assist                                       | Spettatori                                       | Record                                           |
| ------------------------------------------------ | ------------------------------------------------ | ------------------------------------------------ | ------------------------------------------------ | ------------------------------------------------ | ------------------------------------------------ | ------------------------------------------------ | ------------------------------------------------ | ------------------------------------------------ |
| 53                                               | 5.02.2019                                        | Miami Heat                                       | P 108-118                                        | McCollum (33)                                    | Layman (8)                                       | Lillard (10)                                     | Moda Center (19,468)                             | 32–21                                            |
| 54                                               | 7.02.2019                                        | San Antonio Spurs                                | V 127-118                                        | McCollum (30)                                    | McCollum (9)                                     | Lillard (9)                                      | Moda Center (19,393)                             | 33–21                                            |
| 55                                               | 10.02.2019                                       | @ Dallas Mavericks                               | P 101-102                                        | Lillard (30)                                     | Nurkić (10)                                      | Turner (7)                                       | American Airlines Center (20.340)                | 33–22                                            |
| 56                                               | 11.02.2019                                       | @ Oklahoma Thunder                               | P 111-120                                        | Lillard (31)                                     | Nurkić (12)                                      | Lillard (6)                                      | Chesapeake Energy Arena (18.203)                 | 33–23                                            |
| 57                                               | 13.02.2019                                       | G.S. Warriors                                    | V 129-107                                        | Lillard (29)                                     | Nurkić (11)                                      | Lillard (8)                                      | Moda Center (19.549)                             | 34–23                                            |
| 58                                               | 21.02.2019                                       | @ Brooklyn Nets                                  | V 113-99                                         | Nurkić (27)                                      | Nurkić (12)                                      | Lillard (8)                                      | Barclays Center (17.732)                         | 35–23                                            |
| 59                                               | 23.02.2019                                       | @ Philadelphia 76ers                             | V 130-115                                        | Nurkić (24)                                      | Layman (11)                                      | Lillard (8)                                      | Wells Fargo Center (20.619)                      | 36–23                                            |
| 60                                               | 25.02.2019                                       | @ Cleveland Cavaliers                            | V 123-110                                        | McCollum (25)                                    | Harkless, Nurkić (8)                             | Lillard (8)                                      | Quicken Loans Arena (19.432)                     | 37–23                                            |
| 61                                               | 27.02.2019                                       | @ Boston Celtics                                 | V 97-92                                          | Lillard (33)                                     | Harkless (10)                                    | Lillard (4)                                      | TD Garden (18,624)                               | 38–23                                            |

#### Marzo
| marzo 2019                                    | marzo 2019                                    | marzo 2019                                    | marzo 2019                                    | marzo 2019                                    | marzo 2019                                    | marzo 2019                                    | marzo 2019                                    | marzo 2019                                    |
| Record Marzo: 0-0 (Casa: 0-0; Trasferta: 0-0) | Record Marzo: 0-0 (Casa: 0-0; Trasferta: 0-0) | Record Marzo: 0-0 (Casa: 0-0; Trasferta: 0-0) | Record Marzo: 0-0 (Casa: 0-0; Trasferta: 0-0) | Record Marzo: 0-0 (Casa: 0-0; Trasferta: 0-0) | Record Marzo: 0-0 (Casa: 0-0; Trasferta: 0-0) | Record Marzo: 0-0 (Casa: 0-0; Trasferta: 0-0) | Record Marzo: 0-0 (Casa: 0-0; Trasferta: 0-0) | Record Marzo: 0-0 (Casa: 0-0; Trasferta: 0-0) |
| Partita                                       | Data                                          | Avversario                                    | Punteggio                                     | Più punti                                     | Più rimbalzi                                  | Più assist                                    | Spettatori                                    | Record                                        |
| --------------------------------------------- | --------------------------------------------- | --------------------------------------------- | --------------------------------------------- | --------------------------------------------- | --------------------------------------------- | --------------------------------------------- | --------------------------------------------- | --------------------------------------------- |
| 62                                            | 1.03.2019                                     | @ Toronto Raptors                             | P 117-119                                     | McCollum (35)                                 | Lillard (8)                                   | Lillard (6)                                   | Scotiabank Arena (19,800)                     | 38–24                                         |
| 63                                            | 3.03.2019                                     | @ Charlotte Hornets                           | V 118-108                                     | Nurkić (26)                                   | Nurkić (15)                                   | McCollum, Nurkić (6)                          | Spectrum Center (18.355)                      | 39–24                                         |
| 64                                            | 5.03.2019                                     | @ Memphis Grizzlies                           | P 111-120                                     | McCollum (27)                                 | Nurkić (10)                                   | Nurkić (9)                                    | FedExForum (13.801)                           | 39–25                                         |
| 65                                            | 7.03.2019                                     | Oklahoma Thunder                              | P 121-129 OT                                  | Lillard (51)                                  | Nurkić (17)                                   | Lillard (9)                                   | Moda Center (20.037)                          | 39–26                                         |
| 66                                            | 9.03.2019                                     | Phoenix Suns                                  | V 127-120                                     | McCollum (26)                                 | Nurkić (9)                                    | Lillard (9)                                   | Moda Center (19.851)                          | 40–26                                         |
| 67                                            | 12.03.2019                                    | @ L.A. Clippers                               | V 125-104                                     | McCollum (35)                                 | Nurkić (12)                                   | Lillard (12)                                  | Staples Center (16.686)                       | 41–26                                         |
| 68                                            | 15.03.2019                                    | @ N.O. Pelicans                               | V 122-110                                     | Lillard (24)                                  | Nurkić (12)                                   | Lillard (7)                                   | Smoothie King Center (16.117)                 | 42-26                                         |
| 69                                            | 16.03.2019                                    | @ San Antonio Spurs                           | P 103-108                                     | Lillard (34)                                  | Nurkić (16)                                   | Lillard (5)                                   | AT&T Center (18.354)                          | 42-27                                         |
| 70                                            | 18.03.2019                                    | Indiana Pacers                                | V 98-106                                      | Lillard (30)                                  | Nurkić (11)                                   | Lillard (15)                                  | Moda Center (19.393)                          | 43-27                                         |
| 71                                            | 20.03.2019                                    | Dallas Mavericks                              | V 126-118                                     | Lillard (33)                                  | Nurkić (12)                                   | Lillard (10)                                  | Moda Center (19.803)                          | 44-27                                         |
| 72                                            | 23.03.2019                                    | Detroit Pistons                               | V 117-112                                     | Lillard (28)                                  | Aminu, Kanter (7)                             | Lillard (9)                                   | Moda Center (19,815)                          | 45-27                                         |
| 73                                            | 25.03.2019                                    | Brooklyn Nets                                 | V 148-144 (2OT)                               | Nurkić (32)                                   | Nurkić (16)                                   | Lillard (12)                                  | Moda Center (20,188)                          | 46-27                                         |
| 74                                            | 27.03.2019                                    | @ Chicago Bulls                               | V 118-98                                      | Curry (20)                                    | Aminu (11)                                    | Turner (8)                                    | United Center (20,506)                        | 47-27                                         |
| 75                                            | 29.03.2019                                    | @ Atlanta Hawks                               | V 118-98                                      | Lillard (36)                                  | Aminu (11)                                    | Lillard (7)                                   | Philips Arena (16,182)                        | 48-27                                         |
| 76                                            | 30.03.2019                                    | @ Detroit Pistons                             | P 90-99                                       | Lillard (23)                                  | Kanter (15)                                   | Lillard, Leonard (3)                          | Little Caesars Arena (18,592)                 | 48-28                                         |

#### Aprile
| Aprile 2019                                    | Aprile 2019                                    | Aprile 2019                                    | Aprile 2019                                    | Aprile 2019                                    | Aprile 2019                                    | Aprile 2019                                    | Aprile 2019                                    | Aprile 2019                                    |
| Record aprile: 4-1 (Casa: 2-0; Trasferta: 2-1) | Record aprile: 4-1 (Casa: 2-0; Trasferta: 2-1) | Record aprile: 4-1 (Casa: 2-0; Trasferta: 2-1) | Record aprile: 4-1 (Casa: 2-0; Trasferta: 2-1) | Record aprile: 4-1 (Casa: 2-0; Trasferta: 2-1) | Record aprile: 4-1 (Casa: 2-0; Trasferta: 2-1) | Record aprile: 4-1 (Casa: 2-0; Trasferta: 2-1) | Record aprile: 4-1 (Casa: 2-0; Trasferta: 2-1) | Record aprile: 4-1 (Casa: 2-0; Trasferta: 2-1) |
| Partita                                        | Data                                           | Avversario                                     | Punteggio                                      | Più punti                                      | Più rimbalzi                                   | Più assist                                     | Spettatori                                     | Record                                         |
| ---------------------------------------------- | ---------------------------------------------- | ---------------------------------------------- | ---------------------------------------------- | ---------------------------------------------- | ---------------------------------------------- | ---------------------------------------------- | ---------------------------------------------- | ---------------------------------------------- |
| 77                                             | 1.04.2019                                      | @ Minnesota T'wolves                           | V 132-122                                      | Hood (21)                                      | Kanter, Turner (11)                            | Damian Lillard (12)                            | Target Center (11,209)                         | 49-28                                          |
| 78                                             | 3.04.2019                                      | Memphis Grizzlies                              | V 116-89                                       | Kanter (21)                                    | Kanter (15)                                    | Turner (11)                                    | Moda Center (19,608)                           | 50-28                                          |
| 79                                             | 5.04.2019                                      | @ Denver Nuggets                               | P 110-119                                      | Kanter (24)                                    | Aminu (14)                                     | Lillard (8)                                    | Pepsi Center (19,928)                          | 50-29                                          |
| 80                                             | 7.04.2019                                      | Denver Nuggets                                 | V 115-108                                      | Lillard (30)                                   | Kanter (13)                                    | McCollum (6)                                   | Moda Center (19,890)                           | 51-29                                          |
| 81                                             | 9.04.2019                                      | @ L.A. Lakers                                  | V 104-101                                      | Harkless (26)                                  | Kanter (16)                                    | Lillard (8)                                    | Staples Center (18,997)                        | 52-29                                          |
| 82                                             | 10.04.2019                                     | Sacramento Kings                               | V 136-131                                      | Simons (37)                                    | Labissière (15)                                | Simons (9)                                     | Moda Center (19,814)                           | 53-29                                          |

### Playoffs
NBA Playoffs 2019
| First round                     | First round                     | First round                     | First round                     | First round                     | First round                     | First round                     | First round                      | First round                     |
| 4-1 (Casa: 3-0; Trasferta: 1-1) | 4-1 (Casa: 3-0; Trasferta: 1-1) | 4-1 (Casa: 3-0; Trasferta: 1-1) | 4-1 (Casa: 3-0; Trasferta: 1-1) | 4-1 (Casa: 3-0; Trasferta: 1-1) | 4-1 (Casa: 3-0; Trasferta: 1-1) | 4-1 (Casa: 3-0; Trasferta: 1-1) | 4-1 (Casa: 3-0; Trasferta: 1-1)  | 4-1 (Casa: 3-0; Trasferta: 1-1) |
| Gara                            | Data                            | Avversario                      | Punteggio                       | Più punti                       | Più rimbalzi                    | Più assist                      | Spettatori                       | Serie                           |
| ------------------------------- | ------------------------------- | ------------------------------- | ------------------------------- | ------------------------------- | ------------------------------- | ------------------------------- | -------------------------------- | ------------------------------- |
| 1                               | 14 aprile                       | Oklahoma Thunder                | V 104-99                        | Lillard (30)                    | Kanter (18)                     | Damian Lillard (4)              | Moda Center (19,886)             | 1-0                             |
| 2                               | 16 aprile                       | Oklahoma Thunder                | V 114-94                        | McCollum (33)                   | Harkless (9)                    | Lillard (6)                     | Moda Center (20,041)             | 2-0                             |
| 3                               | 19 aprile                       | @ Oklahoma Thunder              | P 108-120                       | Lillard (32)                    | Aminu (9)                       | McCollum (7)                    | Chesapeake Energy Arena (18,203) | 2-1                             |
| 4                               | 21 aprile                       | @ Oklahoma Thunder              | V 111-98                        | McCollum (27)                   | Kanter, Harkless (10)           | Lillard (8)                     | Chesapeake Energy Arena (18,203) | 3-1                             |
| 5                               | 23 aprile                       | Oklahoma Thunder                | V 118-115                       | Lillard (50)                    | Kanter (13)                     | Lillard (3)                     | Moda Center (20,041)             | 4-1                             |

| Conference Semifinals           | Conference Semifinals           | Conference Semifinals           | Conference Semifinals           | Conference Semifinals           | Conference Semifinals           | Conference Semifinals           | Conference Semifinals           | Conference Semifinals           |
| 4-3 (Casa: 2-1; Trasferta: 2-2) | 4-3 (Casa: 2-1; Trasferta: 2-2) | 4-3 (Casa: 2-1; Trasferta: 2-2) | 4-3 (Casa: 2-1; Trasferta: 2-2) | 4-3 (Casa: 2-1; Trasferta: 2-2) | 4-3 (Casa: 2-1; Trasferta: 2-2) | 4-3 (Casa: 2-1; Trasferta: 2-2) | 4-3 (Casa: 2-1; Trasferta: 2-2) | 4-3 (Casa: 2-1; Trasferta: 2-2) |
| Gara                            | Data                            | Avversario                      | Punteggio                       | Più punti                       | Più rimbalzi                    | Più assist                      | Spettatori                      | Serie                           |
| ------------------------------- | ------------------------------- | ------------------------------- | ------------------------------- | ------------------------------- | ------------------------------- | ------------------------------- | ------------------------------- | ------------------------------- |
| 1                               | 29 aprile                       | @ Denver Nuggets                | P 113-121                       | Lillard (39)                    | Aminu, Turner (8)               | McCollum (6)                    | Pepsi Center (19,520)           | 0-1                             |
| 2                               | 1 maggio                        | @ Denver Nuggets                | V 97-90                         | McCollum (20)                   | Aminu (10)                      | McCollum (6)                    | Pepsi Center (19,520)           | 1-1                             |
| 3                               | 3 maggio                        | Denver Nuggets                  | V 140-137 (4OT)                 | McCollum (41)                   | Kanter (15)                     | Lillard (8)                     | Moda Center (20,193)            | 2-1                             |
| 4                               | 5 maggio                        | Denver Nuggets                  | P 112-116                       | McCollum (29)                   | Kanter (10)                     | Lillard (7)                     | Moda Center (20,146)            | 2-2                             |
| 5                               | 7 maggio                        | @ Denver Nuggets                | P 98-124                        | Lillard (22)                    | Kanter (8)                      | Lillard (4)                     | Pepsi Center (19,520)           | 2-3                             |
| 6                               | 9 maggio                        | Denver Nuggets                  | V 119-108                       | Lillard (32)                    | Kanter (14)                     | Turner (7)                      | Moda Center (20,022)            | 3-3                             |
| 7                               | 12 maggio                       | @ Denver Nuggets                | V 100-96                        | McCollum (37)                   | Kanter (13)                     | Lillard (8)                     | Pepsi Center (19,725)           | 4-3                             |

| Conference Finals               | Conference Finals               | Conference Finals               | Conference Finals               | Conference Finals               | Conference Finals               | Conference Finals               | Conference Finals               | Conference Finals               |
| 0-4 (Casa: 0-2; Trasferta: 0-2) | 0-4 (Casa: 0-2; Trasferta: 0-2) | 0-4 (Casa: 0-2; Trasferta: 0-2) | 0-4 (Casa: 0-2; Trasferta: 0-2) | 0-4 (Casa: 0-2; Trasferta: 0-2) | 0-4 (Casa: 0-2; Trasferta: 0-2) | 0-4 (Casa: 0-2; Trasferta: 0-2) | 0-4 (Casa: 0-2; Trasferta: 0-2) | 0-4 (Casa: 0-2; Trasferta: 0-2) |
| Gara                            | Data                            | Avversario                      | Punteggio                       | Più punti                       | Più rimbalzi                    | Più assist                      | Spettatori                      | Serie                           |
| ------------------------------- | ------------------------------- | ------------------------------- | ------------------------------- | ------------------------------- | ------------------------------- | ------------------------------- | ------------------------------- | ------------------------------- |
| 1                               | 14 maggio                       | @ G.S. Warriors                 | P 94-116                        | Lillard (19)                    | Kanter (16)                     | Lillard (6)                     | Oracle Arena (19,596)           | 0-1                             |
| 2                               | 16 maggio                       | @ G.S. Warriors                 | P 111-114                       | Lillard (23)                    | Aminu, Leonard (6)              | Lillard (10)                    | Oracle Arena (19,596)           | 0-2                             |
| 3                               | 18 maggio                       | G.S. Warriors                   | P 99-110                        | McCollum (23)                   | Collins (8)                     | Lillard (6)                     | Moda Center (20,214)            | 0-3                             |
| 4                               | 20 maggio                       | G.S. Warriors                   | P 117-119(OT)                   | Leonard (30)                    | Leonard (12)                    | Lillard (12)                    | Moda Center (20,064)            | 0-4                             |

## Premi individuali
| Assegnato a   | Premio                                       | Data premio        | Ref. |
| ------------- | -------------------------------------------- | ------------------ | ---- |
| C.J. McCollum | Giocatore della settimana Western Conference | 5-11 novembre 2018 |      |
| Terry Stotts  | Allenatore del mese Western Conference       | febbraio 2019      |      |